# Promises (film)
Promises è un film del 2021 diretto da Amanda Sthers, adattamento del romanzo del 2015 Les promesses della stessa regista.

## Trama
Alexander è un commerciante ed esperto di libri antichi che ad una festa conosce Laura. Tra i due è un colpo di fulmine ma lei si sposerà il mese successivo. I due dovranno fare in modo di rispettare gli impegni presi.

## Distribuzione
Il film è stato distribuito nelle sale cinematografiche italiane a partire dal 18 novembre 2021.